# El columpio (película)
El columpio es un cortometraje, de unos 9 minutos, de 1992 dirigido por Álvaro Fernández Armero, quien también es autor del guion, y protagonizado por Coque Malla y Ariadna Gil. Fue una precuela de su largometraje Todo es mentira.

## Sinopsis
Un chico y una chica esperan que pase el metro en el andén de una estación, que en ese momento está desierta. Están solos y ninguno de los dos se decide a romper el hielo. Aun así se envían miradas, y aunque no se habla en ningún momento se oyen sus monólogos donde piensan lo que sienten y hacen lo que no piensan.

## Reparto
- Ariadna Gil
- Coque Malla

## Premios
En los VII Premios Goya ganó el Goya al mejor cortometraje de ficción (1992). también ganó tres galardones (película, dirección y guion) en el Festival de Cine de Alfaz del Pi de 1993 y uno en el Festival de Cortometrajes de Brest de 1993.